# Club de Fútbol Aurrerá
El Club de Fútbol Aurrerá fue un antiguo equipo de fútbol mexicano que jugó en la Liga Amateur del Distrito Federal en México antes de la profesionalización y creación de la Primera división mexicana. Tuvo como sede de sus partidos la Ciudad de México.

## Historia
En 1919 en la Ciudad de México, un grupo de comerciantes y jóvenes vascos y asturianos, de la Colonia Española y Roma, fundaron un club que bautizaron con el nombre de las fábricas que los patrocinaron para formar el equipo, Aurrerá.
En la temporada 1920-1921, una ruptura de la Liga Mexicana de Foot-Ball, determinó que se llevaran a cabo dos torneos, el de la Liga Mexicana y el de la Liga Nacional. El Aurrerá jugó en la Liga Nacional, considerada separatista, junto con el América, Germania, España, L'Amicale Francaise, Reforma y el Luz y Fuerza.
En la temporada 1923-24 ingresa en la Liga Amateur del Distrito Federal, entonces llamada Liga Central, quedando en 4.º lugar. Jugaría hasta la temporada 1928-29, ya que al final de ésta se retiraría de competencia. En general en este tiempo, el Aurrerá fue un equipo de media tabla nunca logró pasar de la 4.ª posición, obteniendo siempre entre el 5.º y 6.º puesto, su peor resultado lo obtendría en su última temporada al quedar en octavo lugar con sólo 2 puntos en toda la competencia.
En 1931 jugó la Liga Mexicana del Campo Alianza, junto con el Euzkadi, Atlas, Germania, Asturias, México, Sporting, Marte y Atlante, esta liga se realizó en un momento de desorganización y falta de fondos en la Federación Mexicana de Fútbol, fue llamada así porque se utilizaba el Parque Alianza para realizar los juegos. El 31 de mayo de 1931 se anunció el fin de la liga por inconsistencia de organización y falta de asistencia del público, el Aurrerá terminaría con 6 juegos jugados 2 ganados y 4 perdidos, logrando marcar 13 goles y recibiendo 14.
Para la campaña 1931-32 se da la desaparición del equipo, ya que el Sr. Sendra propietario del club no tenía dinero para mantenerlo, siendo también motivado por la falta de organización de la liga. Poco antes de su desaparición, en las filas del club militó un joven estudiante de secundaria que había jugado una serie de partidos amistosos, su nombre era Luis "Pirata" Fuente quien en un futuro se convirtió en uno de los mejores jugadores en la historia de México, siendo así el Aurrerá su primer club profesional.

## Jugadores

### Figuras
- Luis "Pirata" Fuente